# Kratzenberg
Le Kratzenberg, ou Kratzenbergkopf, est une montagne qui s’élève à 3 022 m d’altitude dans les Hohe Tauern, en Autriche.